# Grand Theft Auto III
Grand Theft Auto III és un videojoc d'acció i aventura desenvolupat per DMA Design i distribuït per Rockstar Games l'any 2001 per a PS2, Xbox i PC. És el tercer de la Grand Theft Auto però el primer en tres dimensions. Les seves principals característiques són que va ser dels primers a oferir una quasi total llibertat d'acció dins del joc i que el protagonista és un delinqüent. Ambientat a la fictícia Liberty City (basada lliurement sobre Nova York), la trama explica la història d'en Claude, un protagonista silenciós que, després de ser traït i deixat per mort per la seva xicota durant un robatori, s'embarca en un recerca de venjança que el porta a enredar-se en un món de delinqüència, drogues, guerres de bandes i corrupció. El joc es juga des d'una perspectiva en tercera persona i el seu món s'explora a peu o en vehicle. El seu disseny de món obert permet als jugadors vagar lliurement per Liberty City, que consta de tres àrees principals.
El desenvolupament es va compartir entre DMA Design, amb seu a Edimburg, i Rockstar, amb seu a la ciutat de Nova York. Gran part del desenvolupament va implicar la transformació d'elements populars de la sèrie Grand Theft Auto en un món totalment 3D per primera vegada. El joc es va retardar després dels atacs de l'11 de setembre per permetre a l'equip canviar les referències i el joc considerat inadequat. Grand Theft Auto III es va llançar l'octubre de 2001 per a PlayStation 2, el maig de 2002 per a Windows i l'octubre de 2003 per a Xbox.
Grand Theft Auto III va rebre elogis de la crítica, amb elogis particulars dirigits al seu concepte i joc. Tanmateix, també va generar controvèrsia, amb crítiques dirigides a les seves representacions de violència i sexe. Es va convertir en el videojoc més venut del 2001, i va vendre més de 14,5 milions de còpies el març de 2008. Considerat per molts crítics com un dels títols més significatius de la sisena generació de videojocs i un joc emblemàtic en el concepte de món obert, sovint figura entre els videojocs més grans. Va guanyar diversos premis de final d'any, inclosos els premis Joc de l'Any de diverses publicacions de jocs.
Des del seu llançament, ha rebut ports a moltes plataformes de jocs diferents. Una versió millorada del joc es va llançar a plataformes mòbils el 2011 per al desè aniversari del joc, i una versió millorada per al vintè aniversari es va llançar en 2021. El joc va ser seguit per Grand Theft Auto: Vice City de 2002, mentre que dues preqüeles, Grand Theft Auto Advance i Grand Theft Auto: Liberty City Stories, es van publicar el 2004 i el 2005, respectivament.

## Jugabilitat

Els jugadors poden recórrer lliurement el món del joc realitzant actes criminals i utilitzar armes per realitzar missions o seguir la trama.

Grand Theft Auto III és un joc d'acció-aventura jugat des d'una perspectiva en tercera persona. Els jugadors completen missions (escenaris lineals amb objectius establerts) per avançar a través de la història. És possible tenir diverses missions disponibles alhora, ja que algunes missions requereixen que els jugadors esperen més instruccions o esdeveniments. Fora de les missions, els jugadors poden vagar lliurement pel món obert del joc, i tenir la possibilitat de completar missions secundaries opcionals. Liberty City es compon de tres districtes: Portland, Staunton Island i Shoreside Vale; les dues últimes àrees es desbloquegen a mesura que el jugador avança per la història.
Els jugadors poden córrer, saltar o utilitzar vehicles per navegar pel món del joc. En combat, l'auto-aim es pot utilitzar com a ajuda contra els enemics. Si els jugadors pateixen danys, el seu comptador de salut es pot regenerar completament mitjançant l'ús de recollides de salut. L'armadura corporal es pot utilitzar per absorbir trets i danys explosius, però es gasta en el procés. Quan la salut s'esgota completament, el joc s'atura i els jugadors reapareixen a l'hospital més proper, a costa de perdre l'armadura, les armes i una quantitat de diners.
Si els jugadors cometen delictes mentre juguen, les forces de la llei del joc poden respondre tal com s'indica amb un indicador de "fugitiu" al head-up display (HUD). Al mesurador, les estrelles que es mostren indiquen el nivell desitjat actual (per exemple, al nivell màxim de sis estrelles, els esforços de les forces de l'ordre per incapacitar els jugadors es tornen molt agressius). Els agents de l'ordre buscaran els jugadors que abandonin les rodalies. El mesurador desitjat entra en un "mode de refredament" i finalment s'allunya quan els jugadors s'amaguen de la línia de visió dels agents.
El joc permet als jugadors controlar el personatge mut criminal, en Claude. Durant la història, en Claude coneix diversos personatges nous de les bandes. A mesura que els jugadors completen missions per a diferents bandes i organitzacions criminals, els companys de la banda sovint defensaran els jugadors, mentre que els membres de les bandes rivals reconeixeran els jugadors i, posteriorment, dispararan a la vista. Mentre vagin lliurement pel món del joc, els jugadors poden participar en activitats com ara un minijoc de vigilància, una activitat d'extinció d'incendis, un servei d'ambulàncies i un servei de taxi. La finalització d'aquestes activitats atorga als jugadors recompenses específiques del context; per exemple, completar la missió de vigilant permet als jugadors subornar la policia després de cometre un acte criminal.
Els jugadors utilitzen atacs cos a cos, armes de foc i explosius per lluitar contra els enemics. Les armes de foc inclouen armes com el Micro Uzi, un rifle M16 i un llançaflames. L'entorn tridimensional del joc permet una visió en primera persona mentre s'apunta amb el rifle de franctirador, el llançador de coets i el rifle M16. A més, el combat del joc va ser reelaborat per permetre als jugadors cometre Drive-by (disparar des del cotxe) mirant de costat en un vehicle. El joc ofereix als jugadors una gran varietat d'opcions d'armes: es poden comprar als distribuïdors d'armes de foc locals, es poden trobar a terra, es poden recuperar d'enemics morts o es poden trobar per la ciutat.

## Història
La trama comença amb un grup de tres lladres atracant una sucursal del Liberty City Bank. Un home i una dona van al capdavant mentre que un altre els cobrix les esquenes. No obstant això, al doblegar un cantó, el tercer lladre és disparat per la dona, qui fuig amb l'altre home i els diners. A poc a poc es destapa que el jugador, encarnant al traït (que no és un altre que Claude Speed, el protagonista de GTA2), ha de fer-se'l pagar als traïdors:Catalina, exnóvia de Claude, i a Miguel, que són capitostos d'un càrtel colombià establert en Liberty City.
Claude ha d'escapar de la presó, i açò es produïx de manera fortuïta quan membres d'una banda colombiana assalten el furgó policial on està Claude i el seu col·lega 8-Ball, amb la intenció d'alliberar a un presoner de la seua banda que també es troba ací retingut. Aprofitant la situació, Claude i 8-Ball s'escapen, roben un cotxe i s'oculten en un garatge pròxim.
A partir de llavors, i gràcies als contactes de 8-Ball, Claude comença a fer encàrrecs per a la màfia Leone, guanyant un bon diners, començant per xicotets encarrequets a Luigi Goterelli, seguint per intenses tasques a Joey Leone i posteriorment a Toni Cipriani, i finalitzant per grans favors per al mateix Do, Salvatore Leone. També té l'opció de fer missions per a dos peculiars hòmens: El Burro, cap dels Diables, i Marty Chonks, cap d'una fàbrica de carn per a animals.
Durant estes missions, Claude també coneix moltes persones que influïxen més o menys en el desenvolupament de la història. Un exemple és Maria Latore, l'esposa del Do, qui farta de la vida mafiosa i del paranoic. El senyor, revela a Claude que el Do li va a trair, en part perquè ella li va dir que Claude era el seu amant; per tant contacta amb una antiga amiga, Asuka Kasen, i junts aconseguixen eixir del districte Pòrtland, on la Màfia està establida, i viatjar a Staunton Island, on es troben els Yakuzas, Uptown Yardies i més membres del Càrtel de Catalina i Miguel.
Allí comença per fer missions per als Yakuzas, la primera d'elles matar el senyor Leone; posteriorment, Asuka presenta Claude al seu germà, Kenji, al servici de la qual es posa Claude. Després, un policia pagat pels Yakuzas, Ray Machowski, també es convertix en cap de Claude. Ajudant a Ray a soterrar per sempre unes proves fotogràfiques que danyarien un candidat a alcalde per a tota la vida, Claude coneix a Donald Love, un ric i manipulador propietari d'immobiliàries i amant de les cultures orientals. No obstant això, fent treballs per a ell, Donald diu que per a abaixar els preus del sòl, no hi ha res com una guerra de bandes, amb la qual cosa ordena matar Kenji Kasen, usant un cotxe del Càrtel Colombià.
S'inicia la guerra de bandes, i en una missió de Love, Claude es troba cara a cara amb Catalina i Miguel. Catalina dispara a Miguel i li ferix per a donar-se temps a fugir, i ho aconseguix. En eixe moment arriba Asuka, que està tremendament furiosa per la mort del seu germà i culpa a Miguel d'això, i es dedica a torturar-li per a obtindre informació.
Més avant, Catalina arriba on es troben Asuka i el torturat Miguel i mata a ambdós, segrestant María; i portant-se-la a Shoreside Val, l'última illa del joc; deixant-li una nota a Claude que la recuperarà a canvi de mig milió de dòlars.
En la que és l'última i espectacular missió, Claude arriba a la mansió de Catalina en Cedar Ridge. Complix la seua part del tracte entregant els diners, però Catalina ordena matar-li. Després de desfer-se d'un guàrdia, Claude perseguix Catalina, la qual fuig en helicòpter fins a la presa Cochrane. El camí per a arribar a ella està infestat de mafiosos armats fins a les dents, i quan s'està acostant on tenen Maria tancada, Catalina torna a l'helicòpter amb intenció d'acabar amb Claude. No obstant això, este aconseguix arribar on està segrestada Maria i aconseguix un llançacoets, i al final aconseguix a l'helicòpter i Catalina mor. Claude allibera María i se'n van junts, però Maria comença a parlotejar de tot, i mentre es veuen els crèdits, se sent un tir (amb la qual cosa és una creença prou acceptada pels jugadors el fet que l'haja assassinat).

## Desenvolupament
L'equip principal de desenvolupament de Grand Theft Auto III estava format per unes 23 persones a DMA Design a Edimburg, que van treballar estretament amb l'editor Rockstar Games a la ciutat de Nova York. El prototip original del joc es va crear a Dreamcast al final del desenvolupament del joc anterior Grand Theft Auto 2 (1999), cosa que va fer que se li donés la green-light. A principis de 2001, l'equip havia dissenyat la ciutat, els cotxes i algunes armes. Inicialment es va planificar un mode multijugador en línia per al joc, però finalment es va abandonar a causa de les limitacions de temps i recursos. El productor Leslie Benzies va descriure Grand Theft Auto III com un "joc de simulació de delinqüència". Rockstar el va oferir originalment a Microsoft Game Studios com a Xbox exclusiu, però Microsoft va rebutjar el joc a causa de la naturalesa adulta del joc i dels seus predecessors de baix rendiment. El joc va ser llançat per a PlayStation 2 el 23 octubre de 2001 a Amèrica del Nord. Quan es va portar el joc a Windows, l'equip el va endarrerir des del llançament de PlayStation 2 per garantir-n'he la qualitat, citant problemes amb el llançament simultàni de la plataforma dels jocs anteriors de la sèrie. Capcom va publicar el joc al Japó el setembre de 2003.

### Disseny de món obert
Grand Theft Auto III es considera el primer joc en 3D de la sèrie, utilitzant el motor de joc RenderWare de Criterion Games. El productor executiu Sam Houser sempre havia volgut que la sèrie es traslladés al 3D; l'equip de desenvolupament de Grand Theft Auto 2 havia realitzat algunes proves similars, i DMA Design havien experimentat amb mons 3D amb jocs com Body Harvest i Space Station Silicon Valley (tots dos de 1998). Amb el llançament de la PlayStation 2, l'equip va considerar que un gran món en 3D era possible. El director d'art, Aaron Garbut, va pensar que els altres videojocs de l'època "eren una cosa a la qual jugaves", volia que Grand Theft Auto III fos "un lloc on vivies".
Quan va dissenyar el joc, l'equip de desenvolupament va ampliar els conceptes introduïts als jocs anteriors de Grand Theft Auto. Benzies va afirmar que la intenció era recrear la "llibertat i la diversitat" dels jocs anteriors en un "món 3D viu i que respira", utilitzant el potencial de la PlayStation 2 per fer-ho. La capacitat de la consola d'utilitzar DVD, una millora respecte al límit de PlayStation de CD, va permetre a l'equip emmagatzemar més dades, com ara animacions, música i ambients. Malgrat això, l'equip va tenir dificultats per encaixar el joc als 32 megabytes de RAM de PlayStation 2, a causa de l'escala. La mida del joc també va crear dificultats per als provadors, a causa de la varietat d'opcions. Benzies va considerar que crear una ciutat viva era el "principi subjacent" del concepte del joc durant el desenvolupament. Sam Houser va considerar que l'element 3D del joc va permetre que "la química de l'equip [s'unís] perfectament per primera vegada".
Una dificultat important amb què va trobar l'equip va ser convertir tots els elements del joc en un món totalment en 3D, incloses les emissores de ràdio, així com dissenyar i donar veu als personatges no jugadors, a causa de la quantitat que hi havia dins del món obert. El productor Dan Houser va dir que hi havia unes 8.000 línies de diàlegs gravats al joc, mentre que el programador d'àudio Raymond Usher estimava uns 18.000. Els elements tècnics bàsics del joc van començar a treballar junts a mitjans de l'any 2000, amb un prototip sobre la mecànica del robatori de cotxes i un model estable de streaming. La transmissió en temps real estava pensada inicialment per reservar-se per a la música i la geometria del mapa, però finalment es van incloure altres elements quan l'equip va ser evident a mesura que s'introduïen més dades.
Quan va dissenyar el món del joc, l'equip va crear inicialment una "ciutat híbrida", que Dan Houser va descriure com "una ciutat genèrica Midwest slash postindustrial de la costa est". En desenvolupar-se dins d'aquest món del joc, l'equip es va adonar que basar el disseny en una ubicació real significava que "tens moltes coses que pots dir al respecte". Com a resultat, van redissenyar Liberty City, que abans havia aparegut en el primer Grand Theft Auto (1997), basant-lo lliurement en la ciutat de Nova York. DMA Design va treballar amb un equip de Rockstar a Nova York per a referents culturals; l'equip de Rockstar treballava regularment moltes hores durant setmanes completes, assegurant-se que les referències, com ara els fabricants d'automòbils del joc, fossin adequades a la ciutat.
La ciutat està dividida en tres illes: una secció industrial que representa Brooklyn i Queens, un centre comercial semblant a Manhattan i suburbis semblants a Nova Jersey. Les illes es desbloquegen a mesura que avança la història; l'equip volia que els jugadors "comencen sentint-se pobres i treballin per ser més rics". Dan Houser va descriure Liberty City com un "híbrid d'una ciutat americana genèrica", incloent Chicago, Pittsburgh, Detroit, Nova York i Filadèlfia; va sentir que el realisme paral·lel del món permetia a l'equip fer més comentaris socials que abans. Sam Houser va citar pel·lícules i programes com Heat (1995) i The Sopranos (1999–2007) com a inspiració per a l'escenari i va voler emular-los en el joc. També va citar la influència de The Legend of Zelda, Super Mario 64 i la pel·lícula de 1990 Un dels nostres, descrivint Grand Theft Auto III com "un encreuament entre una pel·lícula de gàngsters i un RPG". Molts barris estan directament plasmats en el joc: Pòrtland és la part industrial de Nova York i part de Nova Jersey, i inclou zones tan famoses com Chinatown, Queens, el Bronx (que en el joc s'han mesclat). Staunton Island és la part comercial de Nova York, i el seu nom ve de Staten Island, a Nova Jersey, encara que també hi ha part de Queens, Manhattan i alguns barris més. Finalment, Shoreside Vale, està basat en el barri residencial de Nova York, on es troben, per exemple, Long Island i Westchester.

### Història i personatges
L'equip va desenvolupar la història i el disseny simultàniament. Dan Houser va dir: "utilitzem la història per exposar la mecànica, i fem servir la mecànica per explicar la història"; tanmateix, li va costar crear la narració, ja que el joc està molt centrat en la llibertat del jugador. Volia que la història fos més matisada i interessant que el genèric "d'aixecar i baixar i tornar a aixecar-se d'un superheroi dolent". El guió del joc també es va centrar en els objectius de la missió, intentant implementar grans quantitats d'interactivitat. Dan Houser va considerar que cada missió és "la seva pròpia història curta" i part d'una "història global". Dan Houser i el coescriptor James Worrall van treure la influència de les pel·lícules de la màfia que apareixen a les pel·lícules de Martin Scorsese; l'equip també "va prestar molta atenció" a programes com Miami Vice i The Sopranos. En escriure la història, Dan Houser i Worrall es reunien regularment amb els dissenyadors i omplien una habitació amb post-its per reconstruir els components de la història per donar forma al joc.
Molts dels personatges del joc es van animar amb la captura de moviments, filmat en un estudi llogat al Brooklyn Navy Yard, tot i que això estava limitat per limitacions tècniques. El moviment dels personatges també va ser tractat com a cinema, encara que els polígons limitats ho van inhibir molt. Animar els personatges no jugadors que entraven i conduïen cotxes va resultar ser difícil per a l'equip, a causa de la varietat de dissenys de vehicles. "Va implicar encadenar desenes d'animacions diferents i alterar fotogrames clau en codi", va recordar l'enginyer de programari Alan Campbell. L'equip va utilitzar diferents angles de càmera en animar les escenes del joc per evocar diferents emocions. Per a la interpretació de veu, l'equip volia "actuacions naturals i subtils", cosa que va resultar difícil, ja que molts dels actors "tenien al cap la idea que com que els videojocs estan animats, les seves actuacions s'havien d'animar", va explicar el director de captura de moviments, Navid Khonsari.
Claude no té nom al joc, i el seu nom no es revela oficialment fins a la seva aparició a Grand Theft Auto: San Andreas (2004). És un protagonista silenciós, no parla mai al llarg de les seves aparicions; l'equip es va decidir principalment perquè "no semblava un problema important", a causa dels altres reptes que s'enfrontaven durant el desenvolupament, i també en part per permetre als jugadors identificar-se amb el personatge, ja que ell seria qui els jugadors volen que sigui. Els desenvolupadors no tenien "cap inspiració" per en Claude; els agradava la idea d'un "assassí fort i silenciós, que es juxtaposaria a tots aquests mafiosos neuròtics i verbosos".

### Disseny de so i ràdio
Grand Theft Auto III inclou unes tres hores i mitja de material de ràdio dins del joc. Per a la música, l'equip va buscar una àmplia diversitat per recrear la sensació real de saltar entre les emissores de ràdio, reflectint la cultura de la pel·lícula de gàngsters invocada pel joc. L'equip va utilitzar les emissores de ràdio per donar caràcter a la ciutat i oferir una "visió única de la vida americana"; Sam Houser ho va descriure com "una mirada molt iconoclasta a Amèrica". L'equip va utilitzar autèntics DJ per retratar els de la ràdio. En fer-ho, van escriure diàlegs inusuals per als DJs, buscant l'efecte d'"alts valors de producció i contingut absurd". El director musical Craig Conner va reunir els actius de l'emissora de ràdio: música, anuncis, diàleg de DJ i imatges de l'emissora.
Chatterbox FM, una de les emissores de ràdio del joc, està totalment presentada per Lazlow Jones, que va conèixer el director gerent de Rockstar Terry Donovan el 2001 mentre tots dos es preparaven per viatjar a Los Angeles per a l'E3. Donovan va convidar Jones a les oficines de Rockstar a Manhattan, on va conèixer l'equip de desenvolupament, inclosos Dan i Sam Houser i el productor Jamie King, i el van convidar a treballar en el joc. Les sessions d'escriptura van tenir lloc a l'apartament de Dan Houser i tot el procés, inclosa l'edició i la gravació, va durar entre quatre i cinc mesos. Amb els convidats i els interlocutors de l'emissora, els escriptors volien satiritzar l'estil de vida nord-americà, centrant-se en històries de ficció en lloc d'històries ràpidament obsoletes basades en notícies recents. Jones va trobar que les converses eren naturals, després d'haver treballat a la ràdio durant diversos anys. Els papers dels convidats i els interlocutors van ser interpretats pels amics i veïns de Jones, inclòs el seu pare, i van ser gravats a Nova York.

### Talls i canvis
Abans del llançament inicial de Grand Theft Auto III, es van fer diverses modificacions al joc. Tot i que els canvis són freqüents durant el desenvolupament del joc, es va notar que aquests canvis es van produir durant l'època dels atemptats de l'11 de setembre, la qual cosa va fer especular que els canvis estaven motivats pels atacs. El 19 de setembre de 2001, Rockstar va retardar el llançament del joc tres setmanes, citant els atacs com un factor que va influir en el retard. "Tothom tenia algú que tenia un oncle o germà [que es va veure afectat per l'atac]", va dir Paul Eibeler, llavors president del distribuïdor Take-Two Interactive.
| «                                                                         | [Vam] sentir que una revisió completa del contingut de tots els nostres títols i els materials de màrqueting que fem servir per representar-los era absolutament necessària per a nosaltres ... hem trobat certes petites referències contextuals amb les quals ja no ens sentim còmodes, així com un parell de casos de joc molt rars que ja no ens semblaven adequats. | » |
| — Terry Donovan, director gerent de Rockstar, IGN, 19 de setembre de 2001 | |   |

Un dels canvis fets poc després dels atacs de l'11 de setembre va ser l'esquema de colors dels cotxes de policia, que originalment eren blaus amb ratlles blanques i s'assemblaven a la del Departament de Policia de la ciutat de Nova York. Es va canviar a dissenys en blanc i negre comuns entre diversos departaments de policia dels Estats Units, com ara Los Angeles i San Francisco. Altres canvis van incloure alterar la trajectòria de vol d'un avió per evitar semblar volar dins o darrere d'un gratacels i eliminar una missió que feia referència a terroristes, així com alguns canvis en el diàleg de vianants i converses de ràdio. Un altre tall del joc va ser el personatge de Darkel, un personatge revolucionari que va prometre fer caure l'economia de la ciutat. Quan es van trobar referències a Darkel al codi del joc, es va especular que estava relacionat amb l'11 de setembre, però Dan Houser va explicar que el personatge havia estat tallat "mesos abans de [l'estrena]". També hi ha informes i visualitzacions prèvies que indiquen que el joc presentava escolars com a vianants abans del llançament, tot i que Rockstar ha rebutjat aquests rumors com a "ximpleries".
Rockstar va afirmar que el joc va ser "aproximadament un 1% diferent" després de l'11 de setembre i que el canvi més gran va ser la portada. Van considerar que la portada original del joc, que encara s'utilitzava per al seu llançament a Europa, era "massa crua" després de l'11 de setembre, i es va canviar pel que es va convertir en l'"estil de signatura" de la sèrie. Sam Houser va declarar que la portada es va dissenyar en una nit i es va preferir instantàniament a la portada original. La portada es va inspirar en els pòsters de pel·lícules de la dècada de 1960, com ara El cas de Thomas Crown (1968).

## Rebuda

### Versió inicial
Grand Theft Auto III va ser llançat amb l'aclamació de la crítica. Metacritic va calcular una puntuació mitjana de 97 sobre 100, que indica "aclamació universal", a partir de 56 ressenyes. Està empatat amb Tony Hawk's Pro Skater 3 com el joc de PlayStation 2 més ben valorat del lloc i empatat amb altres com el sisè joc amb millor puntuació en general. Els crítics els va agradar el so del joc, la jugabilitat, i disseny de món obert, encara que algunes crítiques es van dirigir als controls. Tom Bramwell d′Eurogamer va trobar Grand Theft Auto III com "una èpica deliciosa i extensa", i Official PlayStation Magazine el va nomenar "el videojoc més innovador, extravagant i brillant". Jeff Gerstmann de GameSpot va descriure el joc com "una experiència increïble que ningú no hauria de perdre's"; Doug Perry de IGN el va considerar com "un dels millors títols de l'any, a PlayStation 2 o a qualsevol sistema".
Molts crítics van trobar que els gràfics en 3D són un canvi benvingut respecte al 2D dels jocs anteriors. Gerstmann de GameSpot va elogiar especialment el pertsonatge i els vehicles, i la qualitat general de la textura de la ciutat. Andrei Alupului de GameSpy va trobar els gràfics "realment força impressionants", descrivint els models de cotxes com "molt millorats" respecte als del Midnight Club. Bramwell de Eurogamer considerava els gràfics "generalment agradables de veure", però els considerava inferiors a jocs com Gran Turismo 3 i Ico. Justin Leeper de Game Informer va descriure el món del joc com "impressionant en abast i detall". i Perry de IGN van trobar que era "a una escala que és realment èpica". Ben Silverman de Game Revolution va considerar la ciutat com una "meravella tecnològica ... que captura l'essència de la vida de la ciutat amb un detall sorprenent".
Perry de IGN va considerar el so del joc "increïblement i meticulosament lliurat", sobretot elogiant la banda sonora, l'actuació de veu i el disseny de so, afirmant que es va "enfocar realment com si es fes per a una pel·lícula". Bramwell d′Eurogamer es va fer ressò d'observacions similars, descrivint els sons de la ciutat com a "perfectes" i la banda sonora de "monstruosa". El so va ser descrit com a "genial" per Gerstmann de GameSpot i Silverman de Game Revolution, i 1UP.com van apreciar la subtilesa de les emissores de ràdio del joc. Scott Alan Marriott d′AllGame va considerar la música "la veritable estrella" del joc.
Els crítics van considerar que l'estil de les missions del joc era una desviació acollidora de les dels jocs anteriors. 1UP.com va descriure les missions com a "meravellosament creatives". mentre que GamesMaster va apreciar la diversitat. Perry de IGN de la mateixa manera, va apreciar la varietat i l'escala de les missions i va elogiar la quantitat de missions secundàries disponibles. Alupului de GameSpy va descriure la història del joc com a "bon ritme" i "coherent", amb elements argumentals semblants a una pel·lícula sobre la màfia. Gerstmann de GameSpot va trobar les missions entretingudes i desafiants, però va assenyalar que explorar el món del joc també ofereix "molta diversió" als jugadors.
Les reaccions als controls del joc van ser mixtes. Alupului de GameSpy va trobar que el joc "es controla molt bé", tant mentre es condueix com a peu. Silverman de Game Revolution va identificar els problemes de control com l'únic defecte del joc, tot i que va elogiar la capacitat de resposta de la mecànica de conducció. Matt Helgeson, de Game Informer, va descriure de manera similar la conducció com a "gran", però va assenyalar un combat "malvat". Four-Eyed Dragon de GamePro va trobar els cotxes senzills de maniobrar. Edge va descriure el combat del joc com "un sistema incòmode amb el qual juguen els obstacles". 1UP.com va assenyalar defectes particulars en el sistema d'orientació, i va explicar que "sovint se centra en l'home equivocat".

### Versió de Windows
Quan Grand Theft Auto III va ser llançat per a Windows el maig de 2002, va rebre un reconeixement similar. Metacritic va calcular una puntuació mitjana de 93 sobre 100, que indica "aclamació universal", basant-se en 20 ressenyes; el joc va ser el títol més ben valorat de Metacritic per a Windows el 2002. Els revisors els van agradar les millores visuals i millores de control, però van criticar el port pels exigents requisits del sistema.
Les funcions i els controls del joc del port van tenir una bona acollida en general. Tal Blevins d′IGN va elogiar la precisió més alta dels controls del ratolí, trobant la mecànica d'orientació més precisa. Erik Wolpaw de GameSpot també va elogiar els controls del ratolí, però va desaprovar el sistema de reproducció, sobretot a causa de la manca d'opcions amb controls de sincronització i càmera. Andrew Bub d′Extended Play va agrair l'addició d'una emissora de ràdio personalitzada, així com la disponibilitat de skins personalitzades. Daniel Morris, de PC Gamer, va elogiar els ajustaments de joc proporcionats pel port, però va criticar la manca de funcions addicionals importants, com ara un mapa aeri de la ciutat del joc.
Les imatges del port van rebre una resposta positiva dels revisors. Wolpaw de GameSpot va elogiar les textures reelaborades del port però va criticar els freqüents popups i els requisits avançats del sistema. Blevins d′IGN de la mateixa manera va criticar la necessitat d'un sistema avançat per a un joc estable, però finalment va considerar que el port sembla "una mica més agradable" que el joc original. Sal Accardo de GameSpy va considerar que el port "sembla molt més nítid" que la versió de PlayStation 2, tot i que va observar algunes animacions "entrecorades". Bub d′Extended Play va esmentar que la configuració avançada va provocar una desacceleració i bloqueigs. Matt Helgeson de Game Informer va notar poca diferència entre les imatges de l'original i del port.

### Versió mòbil
Quan Grand Theft Auto III es va llançar als dispositius mòbils el desembre de 2011, va rebre crítiques generalment positives. Metacritic va calcular una puntuació mitjana de 80 sobre 100, a partir de 26 ressenyes. Als revisors els va agradar les imatges millorades, però les crítiques anaven dirigides als controls de la pantalla tàctil.
Peter Eykemans d′IGN va elogiar les textures més suaus del port, especialment condensades en una pantalla mòbil, mentre que Jim Sterling de Destructoid va observar millores en el personatge i els models de vehicles. Mark Walton de GameSpot va escriure que el joc funciona bé en dispositius de gamma alta com el Motorola Xoom i el Samsung Galaxy S II, però va notar problemes importants de freqüència de fotogrames i de textura a l'Xperia Play. Mark Brown de Pocket Gamer va identificar la curta distància de dibuix del joc que portava a un pop-up sobtat, tot i que encara va trobar que els models i les textures "s'han posat a punt" al port.
Els controls de la pantalla tàctil van rebre una resposta mixta. Dan Whitehead de Eurogamer va apreciar la mecànica de conducció, però va considerar que moure's a peu és "una manera escamosa de navegar" pel món i va criticar la "maldestra" mecànica de tir, ja que la majoria de les armes no es poden apuntar manualment. Eykemans d′IGN va considerar que els controls "fan que la meitat de l'experiència sigui frustrant", i Sterling de Destructoid els va descriure com "amb diferència, la barrera més gran per gaudir" del port. Brown de Pocket Gamer va trobar que la pantalla tàctil "no ha obstaculitzat [el joc] massa dràsticament", elogiant el moviment senzill i la mecànica de conducció "sense esforç". Alguns crítics van identificar millors controls sobre l'ús de controladors de joc externs, però van considerar que dificulten la portabilitat del joc.

## Rendiment comercial

### Vendes
Als Estats Units, Grand Theft Auto III va ser el joc més venut del 2001, amb més de dos milions d'unitats venudes el febrer del 2002. El joc també va ser el segon joc més venut del 2002, només darrere de la seva seqüela, Grand Theft Auto: Vice City. Les accions de Take-Two van augmentar significativament després del llançament del joc, i el joc es va incloure a la selecció de Greatest Hits de PlayStation. En un any de llançament, el joc havia venut sis milions de còpies i n'havia generat més de 250 milions de dòlars d'ingressos; el gener de 2003, havia venut set milions i n'havia generat més de 350 milions de dòlars. Als Estats Units, el joc havia venut 5,35 milions d'unitats el juny de 2004, i 6,55 milions d'unitats el desembre de 2007. La versió de Windows va suposar 420.000 vendes i 16,9 milions de dòlars en guanys l'agost de 2006 als Estats Units, on va ser el 34è joc d'ordinador més venut entre gener de 2000 i agost de 2006.
Al Japó, Grand Theft Auto III va vendre unes 120.000 còpies durant la seva primera setmana, i aproximadament 300.000 el desembre de 2003. La xifra va superar les 350.000 còpies el gener de 2008. A Europa, el desembre de 2001 es van vendre més d'un milió de còpies del joc. El joc va guanyar un premi "Diamant" al Regne Unit, que indicava més d'un milió de vendes; va ser el primer joc que va rebre aquest premi a la regió. El març de 2008, el joc havia venut 14,5 milions d'unitats a tot el món.

### Premis
Grand Theft Auto III va rebre múltiples nominacions i premis de publicacions de videojocs. Va ser guardonat com a Joc de l'Any als Game Developers Choice Awards, i de GameSpot i GameSpy. Va ser nomenat el millor joc de PlayStation 2 per Game Revolution, GameSpot, GameSpy, i IGN. També va guanyar el millor joc d'acció Game Revolution, GameSpot, i IGN; El més innovador de GameSpot; i Excel·lència en disseny de jocs als Game Developers Choice Awards. GameSpy també va guanyar el joc més ofensiu, Millor ús de la ràdio, i empatat a la millor intel·ligència artificial. Va guanyar el Global Award al 7è CESA Game Awards l'any 2003 i un Premi a l'Excel·lència al 8è CESA Game Awards l'any 2004. Als 5th Annual Interactive Achievement Awards, Grand Theft Auto III va guanyar Outstanding Achievement in Game Design i Outstanding Achievement in Game Play Engineering, i va ser nominat per Console Action/Adventure Game of the Year. L'any següent als 6th Annual Interactive Achievement Awards, la versió de Windows va guanyar Computer Action/Adventure Game of the Year i va ser nominat a 'Outstanding Innovation in Computer Gaming'.

## Polèmiques
Abans i des del llançament de Grand Theft Auto III, el joc va generar diverses controvèrsies. GameSpy li va atorgar el títol de "Joc més ofensiu de l'any", qualificant-lo de "absolutament reprovable". Van escriure que el joc recompensa els jugadors per "causar caos" i "matar dotzenes de persones innocents", posant en dubte la seva idoneïtat dins de la indústria. La notorietat de Grand Theft Auto III va donar lloc a la decisió del minorista nord-americà Wal-Mart de comprovar la identificació dels compradors que semblaven ser menors de 17 anys quan compraven títols de contingut madur. En un assaig, la professora ajudant Shira Chess va identificar la manca de conclusió de la violència dels jugadors, a causa de la capacitat de reaparició després de la mort o l'empresonament, i va trobar que nega "la realitat de la mortalitat i simultàniament [l'obliga] als jugadors". Quan es va parlar de la representació de la violència del joc, el productor Leslie Benzies va afirmar que es pretén que sigui còmic i que el joc "no s'ha de prendre seriosament". El productor Dan Houser va declarar que l'equip era conscient de l'ofensa que atrauria el joc, però "mai el va comercialitzar d'una manera que ho explotés".
El joc permet als jugadors participar en activitats sexuals amb prostitutes i assassinar-les per reclamar el pagament, que va tenir una gran polèmica. El joc també va rebre una certa reacció per la seva representació de la delinqüència i per permetre la violència contra els agents de policia. El psicòleg David Walsh de la National Institute on Media and the Family va declarar que el joc "glamuritza l'activitat antisocial i criminal". i que "la finalitat del joc és cometre delictes". En resposta, l'escriptor de Kotaku Owen Good va escriure que el joc no premia els jugadors per "la competència en la delinqüència, per molt que acusin de fer-ho". Joanna Weiss de The Boston Globe va assenyalar l'"adrenalina" que senten els jugadors quan cometen crims al joc, excusant la seva violència a causa de la seva classificació de contingut madur. El gener de 2002, la National Organization for Women va demanar a Rockstar i Take-Two que retiressin el joc de la venda, ja que "encoratja la violència i la degradació de les dones". Matt Richtel de The New York Times va escriure que les activitats dins del joc "van creuar la línia del mal gust".
Grand Theft Auto III va ser llançat inicialment a Austràlia amb una classificació MA15+. Després de tornar a revisar el joc, però, la Oficina de Classificació de Cinema i Literatura (OFLC) el va prohibir a causa de la seva representació de contingut sexual i violència contra les prostitutes. Això va portar a Take-Two a apel·lar a l'OFLC, que va reafirmar l'estatus de prohibició l'11 de desembre de 2001, després de reanalitzar el joc i demanar l'opinió professional d'un psicòleg forense. Com a resultat, Take-Two va retornar el joc a Austràlia, i Rockstar va fer els canvis adequats al joc; es va tornar a publicar una versió modificada amb una classificació MA15+ el gener de 2002, eliminant tots els casos d'actes sexuals amb prostitutes. El joc es va tornar a valorar amb una classificació R18+ el setembre de 2019, citant "activitats sexuals relacionades amb incentius i recompenses".
El 25 de juny de 2003, els germanastres adolescents William i Josh Buckner van disparar contra uns motoristes, matant Aaron Hamel i ferint Kimberly Bede. En declaracions als investigadors, els autors van afirmar que les seves accions estaven inspirades en Grand Theft Auto III. En resposta, el 20 octubre de 2003, les famílies d'Hamel i Bede van presentar una demanda de 246 milions de dòlars EUA contra Rockstar, Take-Two, Sony Computer Entertainment i Wal-Mart. Rockstar i Take-Two van sol·licitar l'acomiadament de la demanda, afirmant al Tribunal de districte dels Estats Units el 29 octubre de 2003 que les "idees i conceptes" i els "suposats efectes psicològics" dels autors estan protegits per la clàusula de llibertat d'expressió de la Primera Esmena. Jack Thompson, l'advocat que representa les víctimes, va negar les afirmacions de Rockstar i va intentar traslladar la demanda a un tribunal estatal perquè la considerés sota la llei de protecció del consumidor de Tennessee.
Grand Theft Auto III va ser tan polèmic que Rockstar va abolir un personatge del joc anomenat Darkel. Aquest era un vagabund que encomanava accions terroristes al jugador, com atraure a ciutadans amb una furgoneta de gelats i després fer esclatar-ho tot. En l'últim moment, les missions i els diàlegs de Darkel es van esborrar del joc. Una gran part dels jugadors pensa que això va ser degut als, en aquell moment recents, atacs terroristes de l'11 de setembre de 2001 i les fortes controvèrsies que podria deslligar. Rockstar Games no va dir res específic respecte d'això, Dan Houser es va disculpar per la demora que tindria el joc i va afegir que havien eliminat escenes amb què no se sentien bé. No obstant això, una imatge de Darkel es pot trobar en la web oficial i dins dels arxius del joc amb un editor, gràcies al qual es pot veure el seu "skin", és a dir, el model de Darkel. El seu successor, el Grand Theft Auto: Vice City va superar amb escreix al GTA3 no sols en vendes, sinó també en polèmica.

## Llegat
Grand Theft Auto III s'ha inclòs amb freqüència entre els videojocs més grans de tots els temps. L'any 2007, GamePro va anomenar Grand Theft Auto III el videojoc més important de tots els temps, explicant que "els elements de joc oberts del joc han revolucionat la manera com es fan tots els videojocs". De la mateixa manera, IGN va classificar el joc entre els "10 jocs més influents". i GameSpot el va incloure entre els millors jocs de tots els temps. El 2009, Game Informer va escriure que Grand Theft Auto III "va canviar el panorama dels jocs per sempre amb la seva immersiva sandbox de món obert". i el 2016, GamesRadar+ el va considerar el "joc més important" dels anys 2000. Time el va nomenar un dels videojocs més grans de tots els temps el novembre de 2012 i l'agost de 2016. El joc va ser seleccionat com a part de l'exposició itinerant Game On, que mostra alguns dels plans de desenvolupament i obres d'art del joc. El 2016, The Strong National Museum of Play va incloure Grand Theft Auto III al seu World Video Game Hall of Fame.
Grand Theft Auto III es considera que té un paper destacat en la popularització dels jocs de sandbox, inspirant-los com ara Crackdown, Màfia, Saints Row, True Crime i Watch Dogs. El terme "Clon de Grand Theft Auto" s'utilitza freqüentment per descriure els videojocs posteriors llançats amb un joc obert similar a Grand Theft Auto III. Mentre que els videojocs anteriors utilitzaven un disseny de món obert, inclosos els anteriors "Grand Theft Auto", "Grand Theft Auto III" va agafar aquesta base de joc i la va expandir a un món 3D, oferint una varietat sense precedents de minijocs i missions secundàries. El periodista i consultor Tom Bramwell va considerar que el joc no va inventar moltes de les seves característiques de joc, sinó que "les va reunir totes". A causa del seu major èxit respecte als seus predecessors, se li atribueix la popularització del gènere del món obert; Dan Houser va considerar que el joc el va convertir en "un dels gèneres més vibrants actuals". i Garbut va considerar que va provocar les complexitats dels futurs jocs de món obert de Rockstar, inclosos els posteriors títols de Grand Theft Auto i Red Dead Redemption 2 (2018). Jack Harwood d′IGN va escriure que l'emissora de ràdio del joc va inspirar inclusions similars en altres jocs de món obert, com ara Mafia III (2016) i Watch Dogs: Legion (2020).
El joc també va liderar la tendència dels videojocs madurs; Dan Houser va considerar que permetia a altres desenvolupadors crear shooters violents. Hal Halpin, president de l'Entertainment Consumers Association, va descriure Grand Theft Auto III com el "parallamps per al debat sobre la violència als jocs". Roger Hargreaves de Metro va escriure que "va animar tota una nova onada de jocs que estaven ... fixats amb la violència [i] la cultura de les bandes". Greg Ford d′Electronic Gaming Monthly va considerar que el joc permetia el mitjà de tractar temes madurs d'una manera més seriosa del que s'havia percebut anteriorment, i va assenyalar la millora de la classificació dels videojocs com a resultat de la seva controvèrsia. King va dir que els videojocs de l'època sovint s'associaven amb nens o nerds, i que l'equip de desenvolupament "volia que la resta de la indústria de l'entreteniment prestés atenció" i entengués que la indústria també podia contenir contingut per a adults i per a adults.
Després de l'èxit del joc, Rockstar va desenvolupar més títols de la sèrie. Vice City i San Andreas es desenvolupen a les seves ubicacions titulars el 1986 i el 1992, respectivament. Grand Theft Auto Advance (2004) se situa a Liberty City aproximadament un any abans dels esdeveniments de Grand Theft Auto III. Grand Theft Auto: Liberty City Stories (2005) té lloc tres anys abans dels esdeveniments de Grand Theft Auto III en la mateixa interpretació de Liberty City. Més tard es va utilitzar una versió completament redissenyada de la ciutat de Grand Theft Auto IV (2008), The Lost and Damned (2009), The Ballad of Gay Tony (2009), i Chinatown Wars (2009).

### Ports
Grand Theft Auto III va ser llançat el 21 de maig de 2002 per a Windows, amb resolucions de pantalla més altes i distància de dibuix, i amb textures més detallades. Es va planificar un llançament de GameCube, però més tard es va cancel·lar. El desembre de 2003, el joc es va llançar a Xbox, amb el seu successor, Vice City, com a part de la compilació Grand Theft Auto: Double Pack. El port d'Xbox inclou suport de bandes sonores personalitzades, així com àudio millorat, models de polígon i reflexos sobre els ports anteriors. Double Pack més tard es va incloure amb San Andreas com a part de Grand Theft Auto: The Trilogy, llançat l'octubre de 2005. The Trilogy també es va llançar per a OS X el 12 de novembre de 2010. El 15 de desembre de 2011, per al desè aniversari del joc, War Drum Studios va portar el joc a iOS i Android; aquest port és gairebé idèntic a la versió de Windows, amb l'afegiment de models i textures millorades i controls de pantalla tàctil. Aquest port també es va llançar a Fire OS el 15 de maig de 2014. Una versió de PlayStation 3 es va publicar el 25 de setembre de 2012 a través de la PlayStation Network. La versió original de PlayStation 2 es va llançar per a la PlayStation 4 com a títol de la PS2 Classics, el 5 de desembre de 2015. El 2012, una comunitat de modding sota el nom de RAGE Classic Team va portar el mapa a Grand Theft Auto IV, anomenat Grand Theft Auto III: RAGE Classic.
Una versió millorada de The Trilogy subtitulada The Definitive Edition, incloent-hi Grand Theft Auto III, va ser llançat per a Windows, Nintendo Switch, PlayStation 4, PlayStation 5, Xbox One i Xbox Series X/S a 11 de novembre de 2021, per celebrar el vintè aniversari del joc; versions per a dispositius Android i iOS també estan en desenvolupament. Les versions existents del joc es van eliminar dels minoristes digitals en preparació de The Definitive Edition, però més tard es va restaurar com un paquet a la botiga Rockstar.
Un equip bàsic de sis fans va fer enginyeria inversa del joc i el va llançar com a executable l'abril de 2020, després d'haver-hi treballat des del 2016; titulat re3, el projecte permet que el joc es porti de manera no oficial a plataformes com Nintendo Switch, PlayStation Vita i Wii U. Take-Two va emetre una retirada de DMCA per al projecte el febrer de 2021, tot i que es va restaurar al juny després que l'equip presentés una contranotificació. El setembre de 2021, Take-Two va presentar una demanda a Califòrnia contra els programadors, afirmant que el projecte constitueix una infracció dels drets d'autor.

### Retrospectiva: el joc amb el pas dels anys
Aquest és un dels pocs jocs que, donada la trama i l'univers que han generat (o que han col·laborat a generar), continua sent una bona opció de joc encara que hi ha jocs de la mateixa saga més recents. De fet, l'univers GTA i els fets que en ell passa, estan formats majoritàriament per aquest i els següents jocs de la saga.
Al comparar-ho amb les versions actuals se troben a faltar, lògicament, els detalls que s'han anat afegint, així com una més profunditat. És un joc més fàcil, més immediat, amb moltes menys missions secundàries, més ràpid... d'altra banda la conducció és molt més recreatiu (i això que la conducció de la resta de títols posteriors és molt àrcade). Es nota molt la falta d'helicòpters i avions, així com de motos (este és l'únic joc de la saga sense elles). El so és igual de superb que en la resta, potser es troba a faltar cançons reals en la ràdio.
És l'últim joc de la saga en què es troben les Matances (Kill Frenzies), les proves de RC Bandits explosius i les grues machacacoches. També és l'últim joc a oferir una vista zenital (encara que en este cas és opcional).
Assenta les bases de les missions alternatives: es poden fer missions de taxista, de bomber, de vigilant (policia de barri) i de conductor d'ambulància.
Encara que és més lineal que el seu predecessor (es podia guanyar el joc simplement obtenint molts diners), conserva la llibertat que dona tanta avantatge a la sèrie sobre altres jocs: es pot passejar, robar cotxes, complir o no complir les normes vials i les lleis, ferir o matar qualsevol persona, viatjar per aire i mar...